# Drakolimni

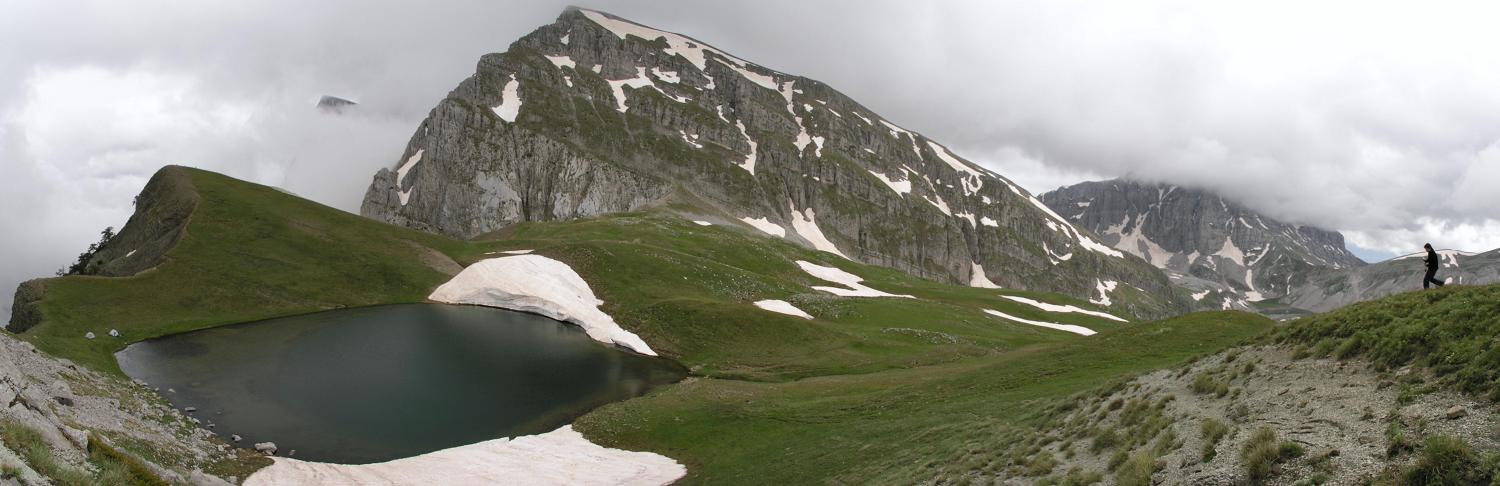
Imagen panorámica de Drakolimni de Tymfi, con Ploskos cumbre (centro) y Astraka cumbre (derecha)

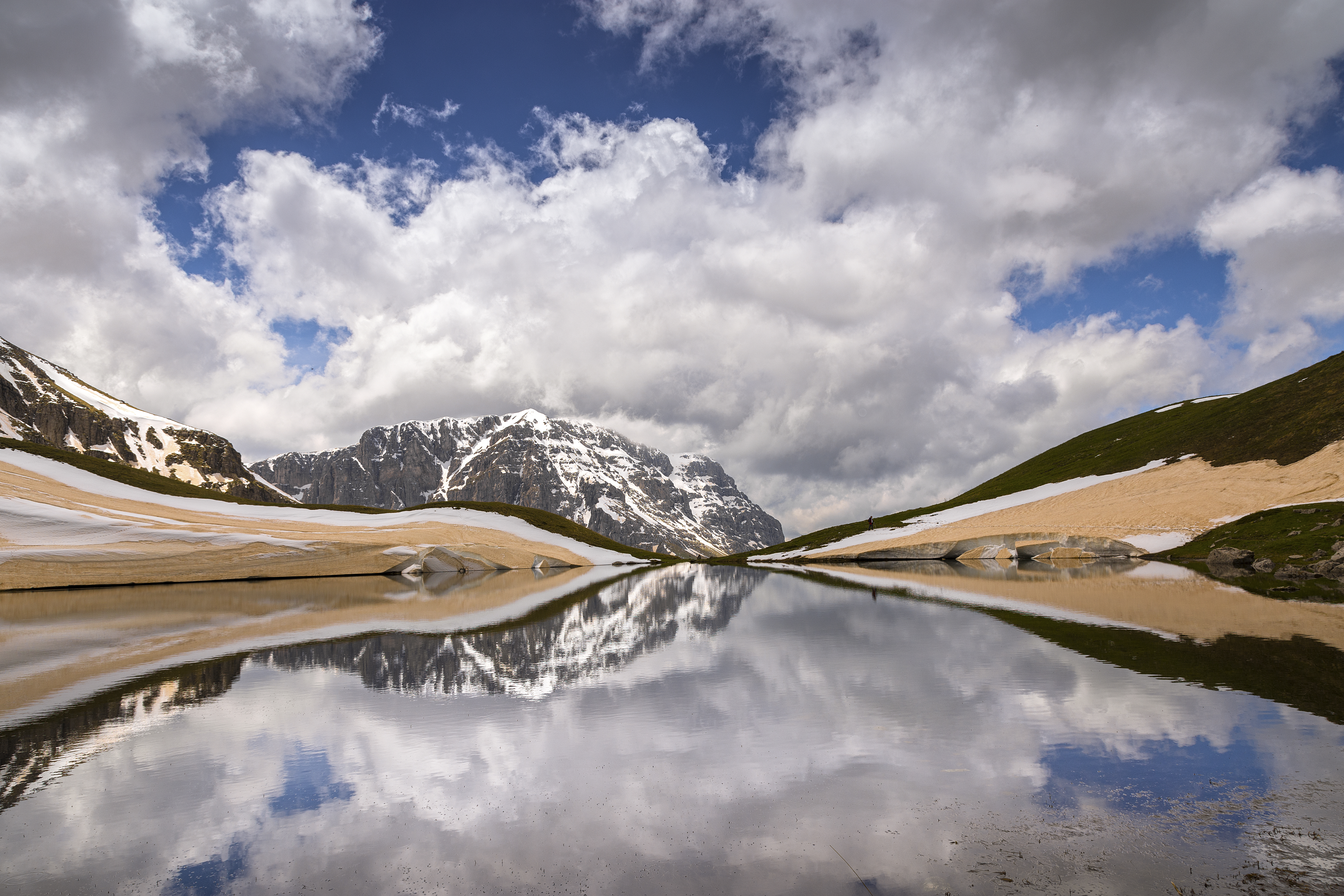

Drakolimni (en griego: Δρακολίμνη: , "Lago de Dragón") es el nombre de varios lagos alpinos y subalpinos en noroeste de Grecia Epirus región: las montañas Tymfi y Smolikas son las más ampliamente conocidas. Según leyendas locales los lagos estuvieron habitados por dragones quiénes lucharon entre pinos y rocas; creando el extraño paisaje que dio nombre a los lagos.

## Drakolimni de Tymfi
El primer lago se encuentra en una altitud de 2050 m sobre el nivel de mar, en la cordillera de Tymfi, en Vikos@–Aoös parque nacional. Está rodeado por las cumbres cercanas de Ploskos (griego: Πλόσκος) y Astraka (griego: Αστράκα). A una distancia a 5 horas andando del pueblo de Papingo, el lago es un destino popular de trekking en el parque nacional de Vikos. El lago está habitado por una especie de tritón alpino.

## Dracolimni De Smolikas
El segundo lago reside en la pendiente del oeste de Smolikas, la segunda montaña más alta de Grecia. Smolikas Mentiras unos cuantos kilómetros al norte de Tymfi, sólo separados por la garganta del río Aoos. Este lago es también habitado por tritón alpino.